# ويليام بلانكنشيب
ويليام بلانكنشيب (بالإنجليزية: William Blankenship)‏ هو مغني أوبرا ومغني أمريكي، ولد في 7 مارس 1928 في غتسفيل في الولايات المتحدة، وتوفي في 2 ديسمبر 2017.

## وصلات خارجية
- الموقع الرسمي
- ويليام بلانكنشيب على موقع IMDb (الإنجليزية)
- ويليام بلانكنشيب على موقع ميوزك برينز (الإنجليزية)
- ويليام بلانكنشيب على موقع أول ميوزيك (الإنجليزية)
- ويليام بلانكنشيب على موقع ديسكوغز (الإنجليزية)